# Static Dress
Static Dress — це англійський рок-гурт з Лідса, Західний Йоркшир, що утворився у 2018 році та наразі складається з вокаліста Оллі Епл'ярда, барабанщика Сема Огдена, басиста Джорджа Холдінга, гітариста Вінсента Вейта та таємничого гітариста в масці під псевдонімом Контраст. Наразі творчість групи налічує певну кількість синглів, один повноформатний альбом, його редакс-версію та ще один мініальбом.

## Історія

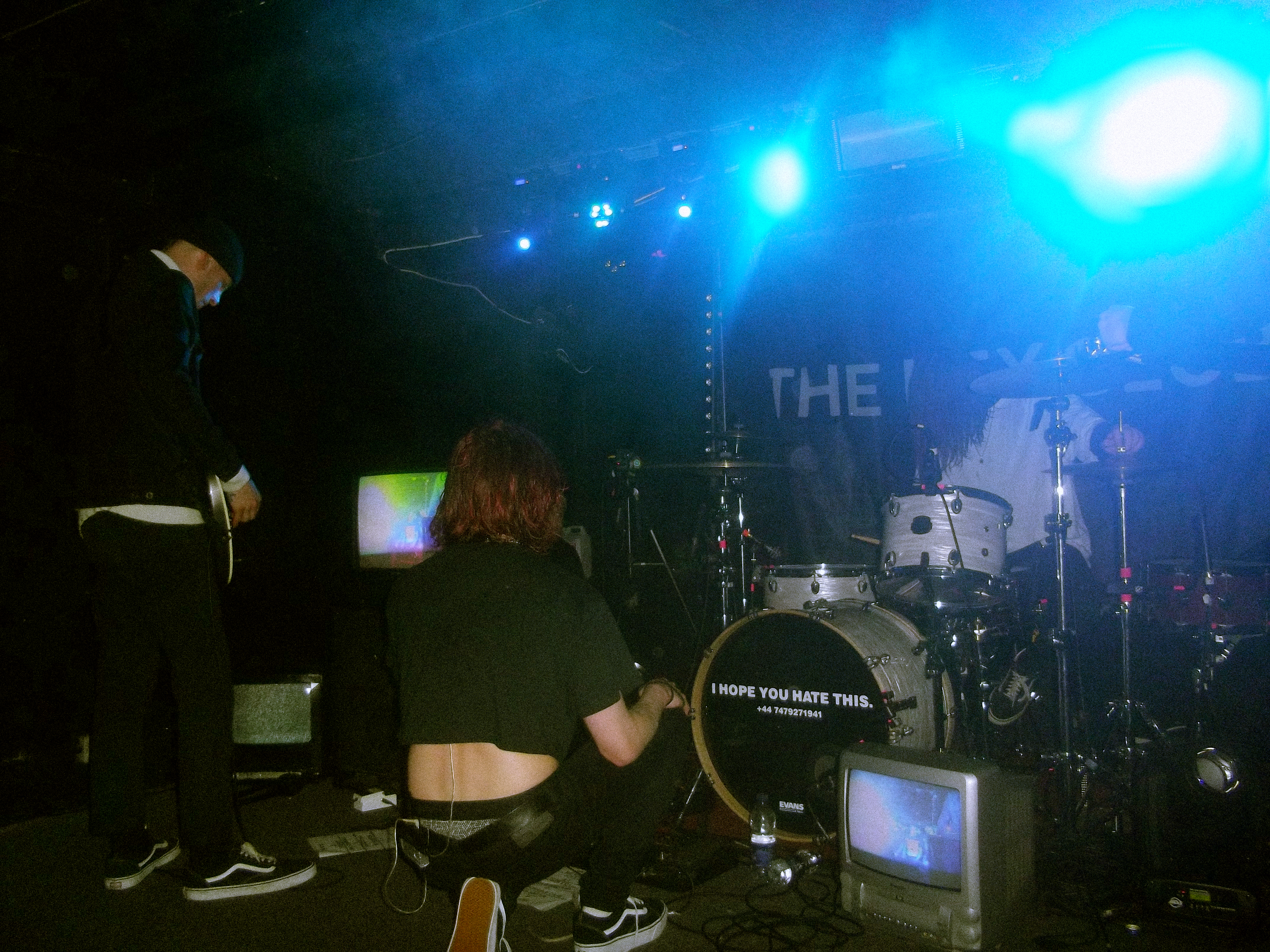
Static Dress у 2022 році

### Формування, ранні сингли та перший альбом «Prologue...» (2018—2021)
Гурт був створено у 2018 році барабанщиком Семом Кеєм, басистом Коннором Рейлі, гітаристом Томом Блеком і вокалістом Оллі Епл'ярдом, який встиг попрацювати фотографом та відеооператором для різних гуртів.   Епл'ярд, Рейлі та Блек раніше були пов'язані з гуртом Galleries.  У той час Рейлі нещодавно переїхав з Манчестера до Лідса, що спонукало гурт почати писати музику в різних стилях, намагаючись знайти власне звучання.  Найранішим звучанням, що почав створювати гурт, був хардкор-панк, проте жодної музики з цього періоду не було опубліковано. 
Свій перший реліз під назвою «clean.» гурт випустив 14 серпня 2019 року, цей сингл супроводжувався відеокліпом, режисерами якого виступили самі Оллі Епл'ярд та Сем Кей.  3 жовтня того ж року відбувся перший дебют гурту наживо на розігріві у Decay. У наступні дні вони також виступили в Лідсі та Ліверпулі.  Невдовзі після цього їх запросили виступити на розігріві у Dream State та Creeper у їхніх власних хедлайнерських турах. 
28 листопада 2019 року гурт випустив свій другий сингл під назвою «Adaptive Taste.».  З 6 лютого по 20 лютого 2020 року вони виступали на розігріві у Counterparts у їхньому турі по Великій Британії разом із Can't Swim та Chamber.   В фінальний день туру вони транслювали свій виступ у прямому ефірі, потім випустивши його під назвою «Time To Reset». 
14 квітня 2020 року відбувся наступний реліз гурту, сингл «safeword»,  який вийшов разом з кліпом,  що був знятий по FaceTime через карантин, пов'язаний з COVID-19. 
Наступним кроком став випуск синглу «indecent», що відбувся 11 липня 2020 року.
3 вересня 2020 року гурт випустив ще один сингл під назвою «for the attention of...».  
20 червня 2021 року хлопців було запрошено на Download Festival,  та у вересні того ж року на Slam Dunk Festival.   З 28 жовтня по 6 листопада 2021 року Static Dress виступали на розігріві у Yours Truly під час їхнього туру по Великій Британії разом з Wargasm. 
4 червня 2021 року гурт випустив сингл «sweet.»,   перед релізом якого Блек та Сем Кей покинули гурт, що призвело до залучення двох нових учасників: анонімного гітариста Контраста та барабанщика Сема Огдена.  З 2 по 20 листопада гурт відправився гастролювали разом з Higher Power у турі по Великій Британії. 
5 листопада 2021 року відбувся реліз синглу «sober exit(s)», після якого гурт оголосив, що новий сингл стане частиною їхнього дебютного альбому «Prologue...». Мініальбом вийшов 3 грудня 2021 року, що було присвячено до виходу супутнього коміксу, проілюстрованого Танею Кенні та написаного вокалістом Static Dress Оллі Епл'ярдом.  У грудні 2020 року вони виступали на розігріві у Creeper під час їхнього туру по Великій Британії разом з Holding Absence та Wargasm. 
6 січня 2022 року було випущено ще один сингл «Di-sinTer», за участі King Yosef. 

### Тур з BMTH таRouge Carpet Disaster(2022 – дотепер)
У лютому 2022 року гурт відкривав концерт у Knocked Loose та Terror під час їхнього спільного туру по Великій Британії.  14 лютого Static Dress оголосили, що їхній дебютний повноформатний альбом Rouge Carpet Disaster вийде 18 травня.  23 лютого вони випустили сингл «such.a.shame» та оголосили, що їхній перший сольний виступ у Великій Британії відбудеться між 10 та 16 квітня. 
20 квітня відбувся реліз синглу «fleahouse».  Між 10 листопада та 17 грудня гурт гастролював по Сполучених Штатах на підтримку Loathe.  Пізніше, 30 січня 2023 року, басист Коннор Рейлі оголосив про свій відхід з гурту через Instagram, посилаючись на особисті проблеми. 
У лютому Static Dress виступали на розігріві у Bring Me the Horizon під час їхнього європейського туру.  18 травня вони оголосили, що 15 вересня вийде делюкс-версія альбому Rouge Carpet Disaster, а також перероблена версія "Courtney, Just Relax" за участі World Of Pleasure, також в цей час був підписаний контракт з Roadrunner Records . 
27 та 28 травня Static Dress виступили на фестивалі Slam Dunk, а 10 червня – на фестивалі Download.  27 червня вийшла перероблена версія "such.a.shame",  після якої 17 серпня вийшли "Di-Sinter (Glitter Redux)"  та 19 вересня "Attempt 8" за участі Софі Майєрс. 
20 жовтня гурт несподівано випустив Rouge Carpet Disaster (Redux) Volume 2, чотиритрековий мініальбом, що містить додаткові перероблені треки з Rouge Carpet Disaster, а також один концертний запис: "Lye Solution" за участі Loathe, BVDLVD та Hail the Sun ; "...Maybe!!?", ремікс від Oblivion за участю Bodyweb та Райдера Джонсона; "sweet." зіграний наживо на Barclays Arena та ремікс "cubical dialogue", що був зроблений гуртом I'm Letting Unseen Forces Take the Wheel. 
3 листопада вийшов ще один несподіваний реліз: Rouge Carpet Disaster (Redux) Volume 3, що складався ще з чотирьох перероблених пісень, авторами яких стали Creeper, Карла Брауна, Боббі Вольфганга та Sølv.  
7 березня 2024 року гурт випустив Rouge Carpet Disaster: the Video Game, це 8-бітна відеогра для Game Boy Color, що заснована на власному альбомі Rouge Carpet Disaster .  15 травня 2024 року відбувся вихід синглу «crying». 
3 квітня 2025 року вони випустили сингл «face.» разом із новим гітаристом Вінсентом Вейтом, який раніше допомагав гурту з написанням пісень та звукорежисерською роботою. 

## Стиль

### Музичний стиль

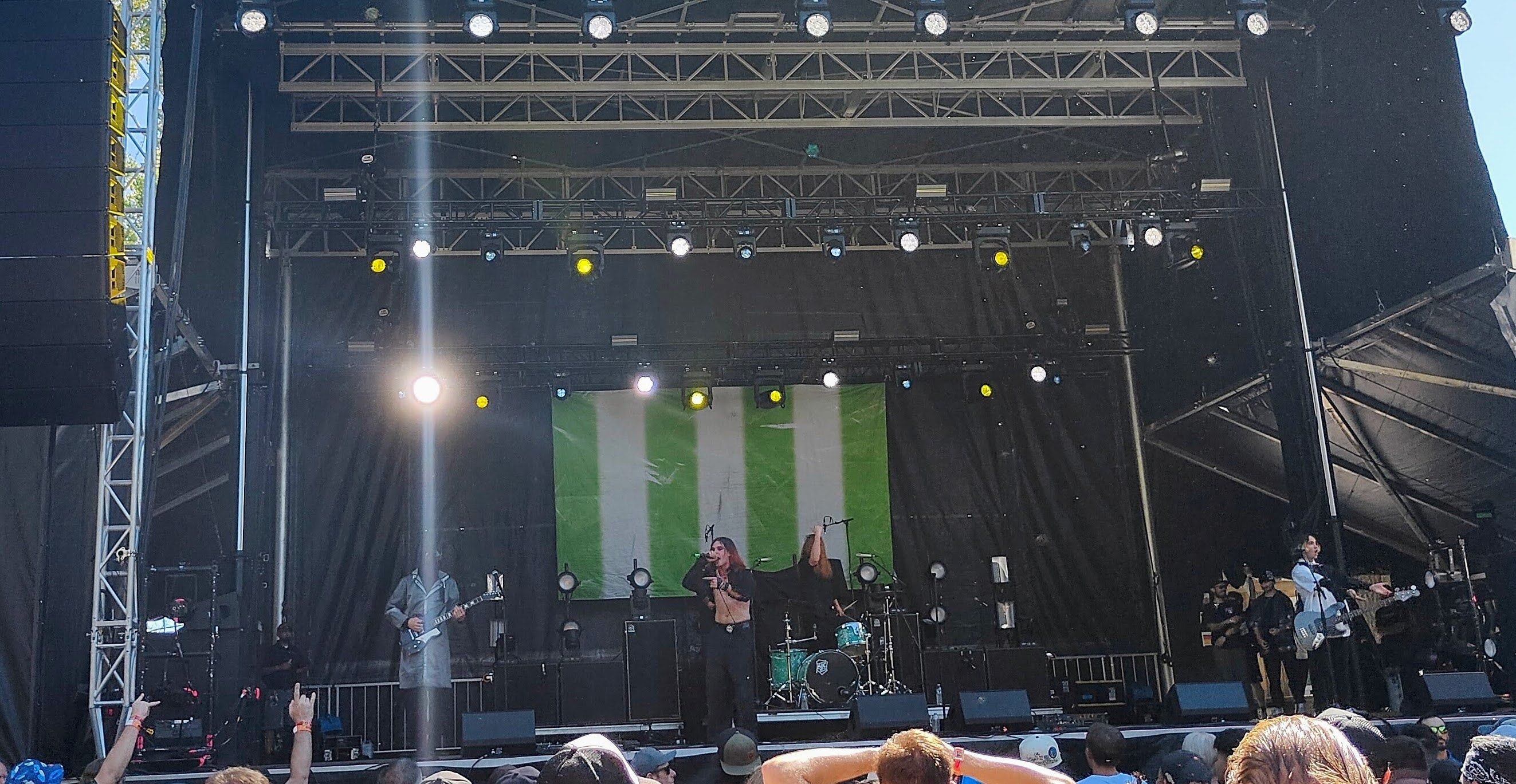
Виступ Static Dress на фестивалі Aftershock 2023.

Музику Static Dress класифікують як пост-хардкор,     металкор,   скрімо   та емо .      Вони часто використовують елементи альтернативного року, електронної музики,  джазу, госпелу, американи,  панк-року та ню-металу,  також для створення атмосфери альбому гурт часто створює ембієнтні треки.  PopMatters назвали їх головними у «ренесансі металкору на сцені»,  тоді як видавництво Revolver назвали Static Dress частиною «відродження пост-хардкору».  Видавництво Dork назвали їхню музику «оновленим поглядом на хардкор 90-х та емо 2000-х». 
В інтерв'ю 2021 року виданню The Line of Best Fit, коли у Оллі Епл'ярда запитали про категоризацію та порівняння гуртів, він відповів: «Я дивлюсь на ці музичні групи, з якими нас порівнюють, і думаю: "Якщо вам подобається те, то вам сподобається і ось це, але я б не сказав, що одне випливає з іншого"». 
Автор журналу Revolver Елі Еніс заявив, що вони використовують «поєднуючи надривні крики з «поп-панковими» хуками зі стилем підведених очей, Static Dress зачіпають почуття ностальгії за Y2K, але не скочуються до банального наслідування.».  Автор Rock Sound Джек Роджер заявив, що вони використовують «чарівні, що в’їдаються в пам’ять приспіви, рифи з присмаком металу та атмосферу, яка миттєво затягує у свій вир».  Автор DeadPress Майкл Хіт описав їхнє звучання: «Пост-хардкор з відтінком 2000-х, але водночас експериментальний різновид пост-хардкору».  Журнал Upset зазначив, що у них «шалений звук, що бере своє коріння у пост-хардкору та емо кінця 2000-х, подібний до Underoath, Emery та My Chemical Romance ... з його кінематографічними та криптографічними відтінками стає очевидним, що існує натхненник, який створює наратив, як у музиці, так і в їхніх візуальних аналогах».  Автор Underground Under Dogs Майк Гігеріх заявив, що «Оллі Епл'ярд ретельно створював широку палітру свого гурту, навмисно уникаючи сучасних впливів заради виразного оригінального світобудування. Його підхід проявляється, коли Static Dress визначають власну точку зору в ширшому контексті альтернативних звуків, існуючи в просторі, де вільний ембієнт та поетичний пост-хардкор можуть процвітати одночасно». 
Кажучи про вплив на себе, Static Dress згадують такі гурти, як Converge, Fleshwater, Ethel Cain, Youth Code, King Yosef, Bodyweb, Sølv, 100 gecs, Modern Color, Twink Obliterator, Dorian Electra, фанк- та соул-гурт 1980-х років Twilight, Tennis, Wingtips, A Knife in the Dark, Haarper, John Carpenter, Augustus Muller, Boy Harsher, Puma Blue, Myles Cameron та Nafets. 

### Образи та світотворення
Автор журналу Kerrang! Міша Перлман описує гурт як «яскравий альтернативний всесвіт, зосереджений навколо напіввигаданої версії [Епл'ярд]».  І лірика гурту, і його візуали розвивають окремі сюжетні лінії, які, за словами Епл'ярда, він «ніколи не хотів би, щоб перетиналися».  Більшість їхніх ранніх пісень супроводжувалися кліпами, в яких використовуються повторювані образи. Кілька музичних відео відбуваються в одній кімнаті зі смугастими зелено-білими шпалерами та червоним дисковим телефоном.  Прямі трансляції виступів гурту у 2020 та 2021 роках містили QR-коди, які посилалися на Dropbox з кавером на пісню «One of Us Is the Killer» гурту Dillinger Escape Plan та кліпом, де Мерилін Монро обговорює щастя. 
Музичні відео з «Prologue...» є частиною «спін-офу» оригінальної сюжетної лінії, де персонажі дивляться на себе зі сторони та розмірковують про те, «як все могло б бути».  EP було випущено разом із коміксом, ілюстрованим Танєю Кенні та написаним Епл’ярдом. Сюжети коміксу і пісень відбуваються безпосередньо перед подіями Rouge Carpet Disaster. Касета містила другу сторону з аудіокоментарем до треків саундтреку. Раніша версія EP також була розповсюджена на фестивалі Slam Dunk 2021 і включала кілька «загадок для розгадування». Ця версія не призначалася для широкого релізу. 
Епл'ярд називав осіб, що були впливовими на імідж гурту, зокрема Флорію Сігісмонді, Тіма Бертона, Джеймса Вана та гурт The Cell,  також він згадував естетику гіперпоп- та хіп-хоп-музики . 

## Учасники гурту
Поточні члени
- Оллі Епл'ярд — вокал (2018– дотепер)
- Сем Огден — барабани, бек-вокал (2021 – дотепер)
- Контраст – гітара, бек-вокал (2021– дотепер)
- Джордж Холдінг — бас-гітара, бек-вокал (2022 – дотепер)
- Вінсент Вейт — гітара (2025 – дотепер)

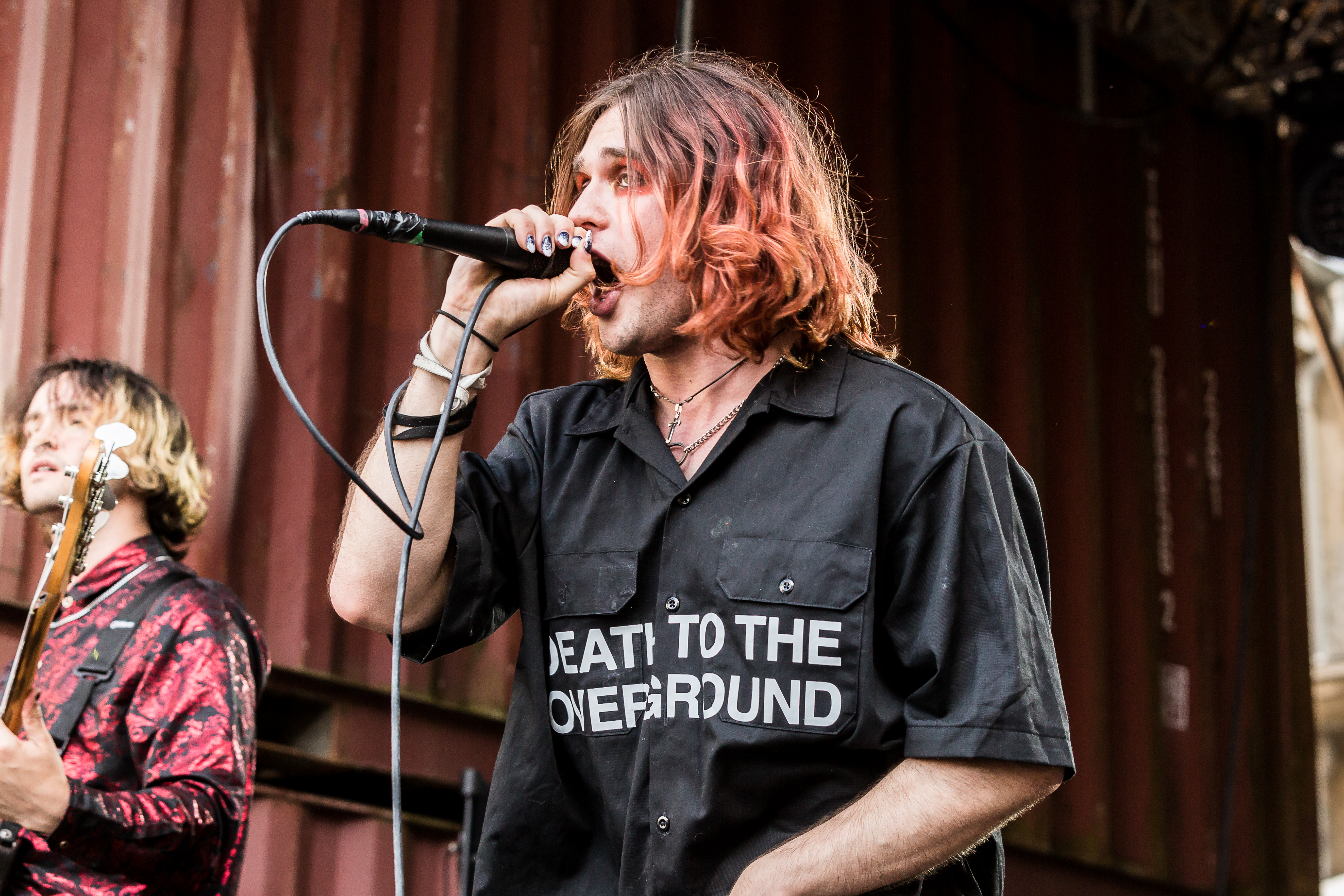
Олі Епл'ярд
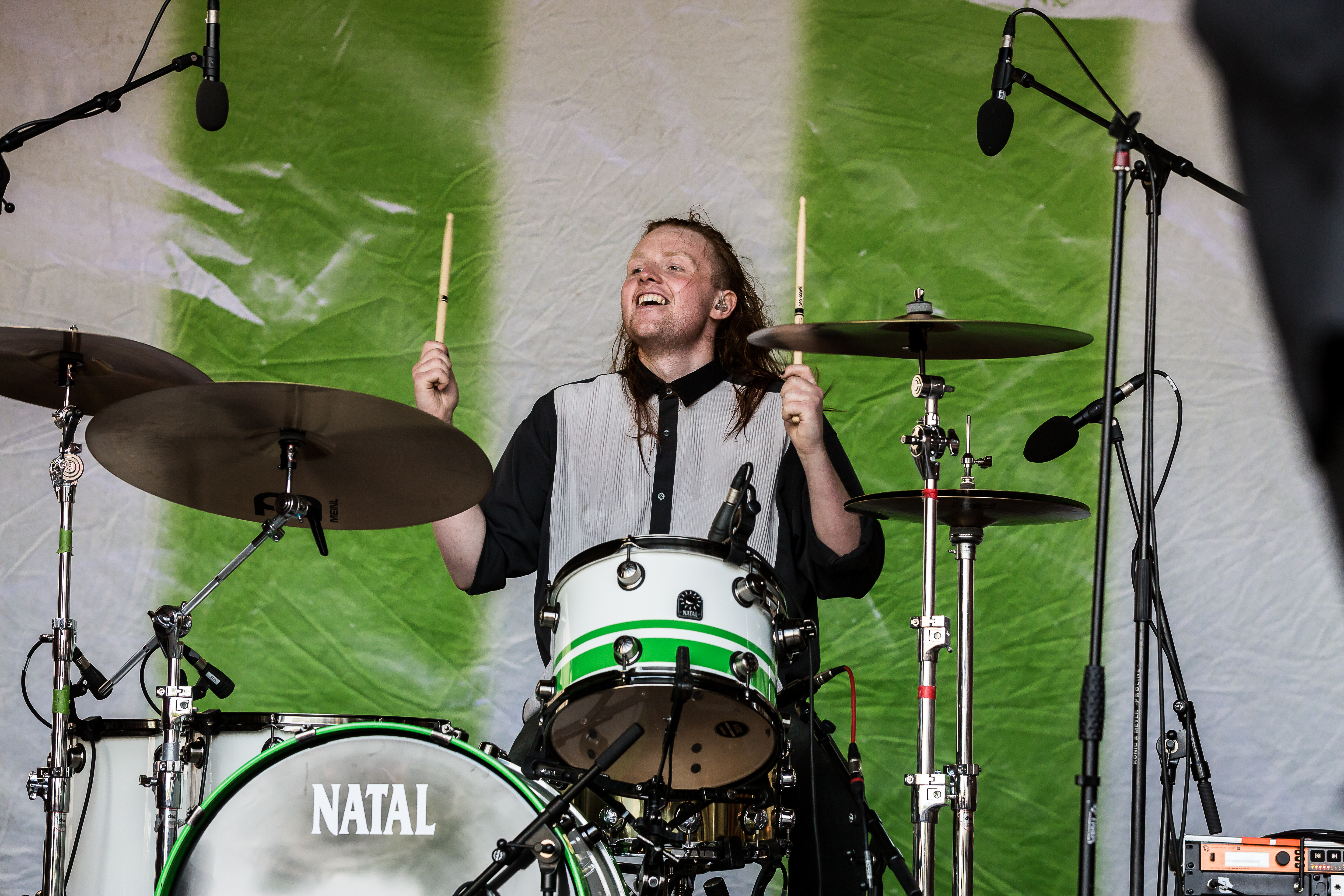
Сем Огден
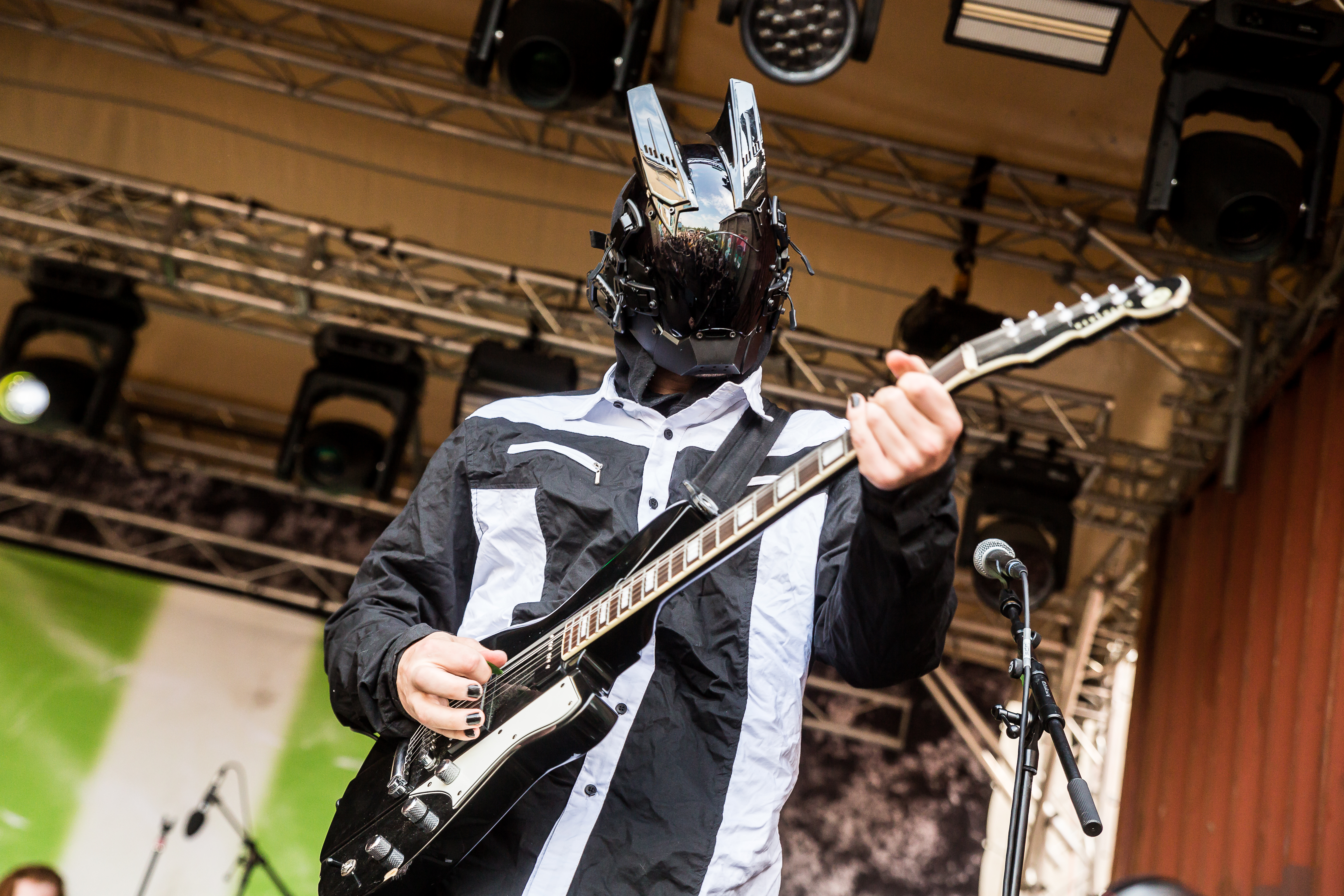
Контраст
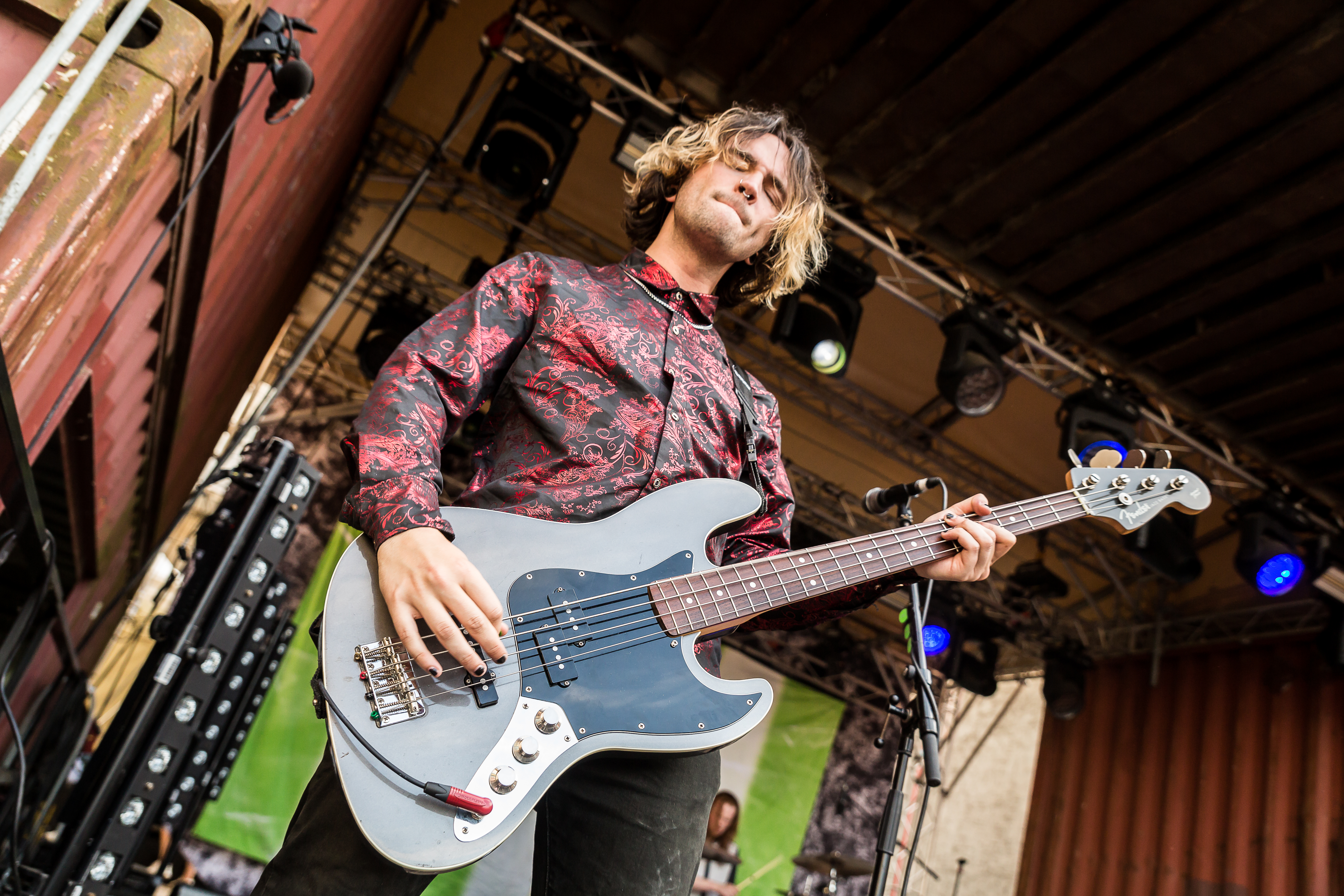
Джордж Холдінг

Колишні учасники
- Том Блек – гітара (2018 – 2021)
- Сем Кей – ударні (2018 – 2021)
- Коннор Рейлі — бас-гітара, бек-вокал (2018 – 2022)

## Дискографія
Альбоми
- Rouge Carpet Disaster (2022)
- Rouge Carpet Disaster (Redux) (2023)

Мініальбоми
- Prologue... (Comic Book Soundtrack) (2021) [64]

Демо-версії
- TBC (2021) [65]
- How I Hurt Myself (2023)

Збірки
- 2019 - 2024 (2024)

Відеоальбоми
- Season One (2020)
- Rouge Carpet Disaster: Official VHS (2023)
- Live at O2 Islington (2024)

Сингли
| Назва                                           | Рік      | Альбом                        |
| ----------------------------------------------- | -------- | ----------------------------- |
| «clean.»                                        | 2019 рік | Поза альбомні сингли          |
| «DSC_301»                                       | 2019 рік | Поза альбомні сингли          |
| «Adaptive Taste»                                | 2019 рік | Поза альбомні сингли          |
| «safeword»                                      | 2020 рік | Поза альбомні сингли          |
| «for the attention of...»                       | 2020 рік | Поза альбомні сингли          |
| «indesent_»                                     | 2020 рік | Поза альбомні сингли          |
| «sweet.»                                        | 2021 рік | Rouge Carpet Disaster         |
| «sober exit(s)»                                 | 2021 рік | Prologue...                   |
| «Di-sinTer» (feat. King Yosef)                  | 2022 рік | Rouge Carpet Disaster         |
| «such.a.shame»                                  | 2022 рік | Rouge Carpet Disaster         |
| «fleahouse»                                     | 2022 рік | Rouge Carpet Disaster         |
| «Courtney,just relax» (feat. World of Pleasure) | 2023 рік | Rouge Carpet Disaster (Redux) |
| «Marisol» / «cubicle dialogue»                  | 2023 рік | Rouge Carpet Disaster (Redux) |
| «such.a.shame» (Smoking Lounge Redux)           | 2023 рік | Rouge Carpet Disaster (Redux) |
| «Di-sinTer» (Glitter Redux)                     | 2023 рік | Rouge Carpet Disaster (Redux) |
| «crying»                                        | 2024 рік | TBA                           |
| «death to the overground»                       | 2025 рік | TBA                           |
| «face.»                                         | 2025 рік | TBA                           |

Музичні відео
| Назва                                                    | Рік      | Режисер                            |
| -------------------------------------------------------- | -------- | ---------------------------------- |
| «clean.»                                                 | 2019 рік | Сем Кей та Оллі Епл'ярд            |
| "DSC_301"                                                | 2019 рік |                                    |
| «Adaptive Taste»                                         | 2019 рік | Зак Пінчін, Оллі Епл'ярд і Сем Кей |
| «safeword»                                               | 2020 рік | Static Dress                       |
| «for the attention of...»                                | 2020 рік | Static Dress                       |
| «indesent_»                                              | 2020 рік | Static Dress                       |
| «sweet.»                                                 | 2021 рік | Static Dress                       |
| «sober exit(s)»                                          | 2021 рік | Static Dress                       |
| «vague.»                                                 | 2021 рік | Static Dress                       |
| «Di-sinTer» (feat. King Yosef)                           | 2022 рік | Static Dress                       |
| «such.a.shame»                                           | 2022 рік | Static Dress                       |
| «fleahouse»                                              | 2022 рік | Static Dress                       |
| «Unexplainabletitlesleavingyouwonderingwhy (Welcome In)» | 2022 рік | Static Dress                       |
| «Courtney,just relax» (feat. World of Pleasure)          | 2023 рік | Static Dress                       |
| «such.a.shame» (Smoking Lounge Redux)                    | 2023 рік | Static Dress                       |
| «Di-sinTer» (Glitter Redux)                              | 2023 рік | Static Dress                       |
| «Attempt 8» (feat. Sophie Meiers)                        | 2023 рік | Static Dress                       |
| «Lye solution» (feat. Loathe, BVDLVD, Hail The Sun)      | 2023 рік | Static Dress                       |
| «Push Rope redux» (feat. Carl Bown)                      | 2023 рік | Static Dress                       |
| «crying»                                                 | 2024 рік | Static Dress                       |
| "death to the overground."                               | 2025 рік | Static Dress                       |
| «face.»                                                  | 2025 рік | Static Dress                       |

## Інші релізи
- Prologue... (2021) – комікс
- Rouge Carpet Disaster: the Video Game (2024) – відеогра для Game Boy Color

## Досягнення
| Номінована робота | Рік      | Нагорода | Результат |
| ----------------- | -------- | --- | --------- |
| Static Dress      | 2021 рік | style="background: #FDD; color: black; vertical-align: middle; text-align: center; " class="no table-no2"\|Номінація     | Номінація |
| Static Dress      | 2021 рік | style="background: #99FF99; color: black; vertical-align: middle; text-align: center; " class="yes table-yes2"\|Перемога | Перемога  |
| Static Dress      | 2022 рік | Heavy Music Awards - Best UK Breakthrough Artist                                                                         | Номінація |
| Static Dress      | 2023 рік | Heavy Music Awards - Best Breakthrough Live Artist                                                                       | Перемога  |

1. 1 2 3 4 5  Why Independence Is So Important To Static Dress. Kerrang!. 7 лютого 2020. Процитовано 1 червня 2021.
2. 1 2 3  Dunn, Frankie (4 лютого 2021). Static Dress are the post-hardcore band from Leeds making you miss MySpace. i-D. Процитовано 1 червня 2021.
3. 1 2  Redrup, Zach (16 серпня 2019). News: Static Dress introduce themselves with debut single, 'Clean'!. Процитовано 1 червня 2021.
4. 1 2 3 4  Garland, Emma. Static Dress Are Remaking Post-Hardcore for Gen Z. Vice Media. Процитовано 3 січня 2022.
5. ↑  Redrup, Zach (17 вересня 2019). Interview: Static Dress (15/09/2019). Процитовано 1 червня 2021.
6. ↑  Redrup, Zach (28 листопада 2019). News: Static Dress unveil video for new song, 'Adaptive Taste'!. Процитовано 1 червня 2021.
7. ↑  Blackburn, Stevie (26 листопада 2019). News: Counterparts confirm UK tour for February 2020!. Процитовано 1 червня 2021.
8. ↑  Counterparts Announce UK/European Tour With Can't Swim. Kerrang!. 26 листопада 2019. Процитовано 1 червня 2021.
9. ↑  Ottie, Mateo (8 лютого 2021). Static Dress Announce Livestream Concert Event "Time to Reset". Процитовано 2 червня 2021.
10. ↑  Rogers, Jack. Static Dress Have Released a Frantic New Song. RockSound. Процитовано 1 червня 2021.
11. ↑  Redrup, Zach (14 квітня 2020). News: Static Dress debut video for new song, 'Safeword'!. Процитовано 1 червня 2021.
12. ↑  Rogers, Jack. This is How Static Dress Made the Visuals for Their Track "Safeword" Whilst in Lockdown. RockSound. Процитовано 1 червня 2021.
13. ↑  Static Dress - indecent_. Процитовано 1 червня 2021.
14. ↑  Rogers, Jack. Listen: Static Dress' Brilliantly Ferocious New Track. RockSound. Процитовано 1 червня 2021.
15. ↑  Redrup, Zach (3 вересня 2020). News: Static Dress debut video for new song, 'For The Attention Of…'!. Процитовано 5 червня 2021.
16. ↑  Edwards, Scott (28 травня 2021). Frank Carter, Enter Shikari and Bullet For My Valentine to play Download Festival Pilot. Процитовано 1 червня 2021.
17. ↑  Tuck, Dylan (8 березня 2021). News: Slam Dunk Festival confirm revised line-up for 2021!. Процитовано 1 червня 2021.
18. ↑  Taylor, Sam (29 квітня 2021). Waterparks are going to play this year's Slam Dunk. Dork. Процитовано 1 червня 2021.
19. ↑  Tuck, Dylan (11 січня 2021). News: Yours Truly to support Holding Absence on Oct/Nov 2021 UK tour!. Процитовано 1 червня 2021.
20. ↑  Static Dress have released their first new single and video of the year, 'Sweet'. Процитовано 5 червня 2021.
21. ↑  Taylor, Sam (5 червня 2021). Leeds post-hardcore newcomers Static Dress have dropped a new single, 'Sweet'. Dork. Процитовано 5 червня 2021.
22. 1 2 3  Pearlman, Mischa. Static Dress: "This genre has so much to be explored, but no-one wants to do it because everyone's too scared of not being cool for 10 minutes". Kerrang!. Процитовано 3 січня 2022.
23. ↑  Law, Sam. Higher Power: "We are freaks. We are weirdos. Let's embrace it!". Kerrang!. Процитовано 15 грудня 2021.
24. ↑  Ewens, Hannah (5 листопада 2021). Static Dress premiere new video for 'sober exit(s)' and announce new EP. Rolling Stone. Процитовано 5 листопада 2021.
25. ↑  Carter, Emily. Updated: A round-up of all tours and events affected by coronavirus in 2021. Kerrang!. Процитовано 1 червня 2021.
26. ↑  Qureshi, Arusa (6 січня 2022). Watch Static Dress' video for explosive new single 'Di-sinTer'. NME. Процитовано 7 січня 2022.
27. ↑  Carter, Emily. Static Dress to join Knocked Loose and Terror's UK co-headline tour. Kerrang!. Процитовано 12 лютого 2022.
28. ↑  Edwards, Joe. Static Dress Announce Release Date For "Rouge Carpet Disaster". Процитовано 16 лютого 2022.
29. ↑  Static Dress announce debut album, UK headline tour. Kerrang!. Процитовано 23 лютого 2022.
30. ↑  Static Dress Unleash New Track 'fleahouse'. DIY. Процитовано 20 квітня 2022.
31. ↑  Carter, Emily. Loathe announce 2022 U.S. tour with Static Dress and more. Kerrang!. Процитовано 29 червня 2023.
32. ↑  Static Dress's Connor Reilly departs band. Процитовано 29 червня 2023.
33. ↑  Carter, Emily. Static Dress join Bring Me The Horizon's European 2023 tour dates. Kerrang!. Процитовано 29 червня 2023.
34. ↑  Carter, Emily. Static Dress sign to Roadrunner, announce Rouge Carpet Disaster (Redux). Kerrang!. Процитовано 29 червня 2023.
35. ↑  Seven Must-See Acts At Download 2023. Dork. Процитовано 29 червня 2023.
36. ↑  Carter, Emily. Static Dress unveil stunning new version of such.a.shame. Kerrang!. Процитовано 29 червня 2023.
37. ↑  Static Dress Premieres "Di-Sinter" (Glitter Redux) Video. Процитовано 20 жовтня 2023.
38. ↑  Taylor, Sam. Static Dress Have Released a New Video for 'attempt 8 [FT. Sophie Meiers]', from Their New Deluxe Reissue. Dork. Процитовано 20 жовтня 2023.
39. ↑  Static Dress Surprise Release "Rouge Carpet Disaster (Redux) Volume 2", Debut Reworked Track With Loathe, Hail The Sun & More. Процитовано 20 жовтня 2023.
40. ↑  Carter, Emily. Static Dress surprise-release new Redux EP featuring Creeper and more. Kerrang!. Процитовано 3 листопада 2023.
41. ↑  Coward, Teddy. Static Dress Have Created Their Own Video Game. RockSound. Процитовано 4 березня 2024.
42. ↑  Carter, Emily. Static Dress return with massive new single, crying. Процитовано 21 травня 2024.
43. ↑  Garner, Emily. Static Dress unleash new single and video, face. Процитовано 3 квітня 2025.
44. ↑  Static Dress - Rouge Carpet Disaster. Clash Music.
45. ↑  Album Review: Static Dress - Rouge Carpet Disaster. Gig Wise.
46. 1 2  Stewart, Ethan (25 травня 2021). From Hardcore to Harajuku: the Origins of Scene Subculture. PopMatters. Процитовано 25 травня 2021.
47. ↑  Bullet for My Valentine, Enter Shikari and Frank Carter & the Rattlesnakes to Headline Next Month's Download Pilot. Blabbermouth.net. 28 травня 2021. Процитовано 1 червня 2021.
48. ↑  11 Bands Leading the Screamo Revival. Loudwire.
49. ↑  Static Dress on recording one of the most intriguing UK rock debuts in years. Rolling Stone.
50. ↑  Static Dress - Rouge Carpet Disaster. DIY.
51. ↑  Static Dress - Rouge Carpet Disaster. Clash Music.
52. ↑  Static Dress announce debut album with emo blinder 'such.a.shame'. Gig Wise.
53. 1 2 3  Shutler, Ali. Static Dress: "We Want to Be Putting Out Art That Makes People Go 'wow'". Dork. Процитовано 1 липня 2023.
54. ↑  JorgeM93 (24 травня 2020). Top 8 Bands That Are Bringing Nu Metal Forward. Ultimate Guitar. Процитовано 31 травня 2022.
55. 1 2  Jamieson, Sarah. Static Dress: "I Never Want Anything to Be the Easy Way, Or the Conventional Way of Doing Things". DIY. Процитовано 3 січня 2022.
56. 1 2  Enis, Eli (4 червня 2021). 6 Best New Songs Right Now: 6/4/21. Revolver. Процитовано 5 червня 2021.
57. ↑  Walker, Sophie. On the Rise: Static Dress. Процитовано 3 січня 2022.
58. ↑  Rogers, Jack. Static Dress Have Released an Intoxicatingly Fierce New Track. RockSound. Процитовано 5 червня 2021.
59. ↑  Heath, Michael (29 грудня 2020). Bands to Watch in 2021!. Процитовано 1 червня 2021.
60. ↑  Kelly, Tyler Damara. Static Dress: "I want to bring back people getting involved with a record". Процитовано 2 червня 2021.
61. ↑  Giegerich, Mike (5 березня 2021). Static Dress Comes Calling with an Alternative Dream. Процитовано 2 червня 2021.
62. ↑  Listen to Static Dress' Playlist of Tracks That Influenced Rouge Carpet Disaster (Redux). Crack. Процитовано 20 жовтня 2023.
63. 1 2  Rogers, Jack. Static Dress' Olli Appleyard: "The Level of Care We Put Into Everything We Do Will Never Diminish". RockSound. Процитовано 3 січня 2022.
64. ↑  Static Dress Have Announced The Details Of 'Prologue…', A New Comic Book/Soundtrack Project. 5 листопада 2021.
65. ↑  Static Dress Release Announce Debut EP + Release Single "sober exit(s)". 5 листопада 2021.
66. Childers, Chad (17 червня 2021). 2021 Heavy Music Awards Nominees Revealed. Loudwire. Процитовано 3 липня 2021.
67. The 2021 Readers' Poll Results: What has ruled your year?. Kerrang!. 21 грудня 2021. Процитовано 3 січня 2022.
68. ↑  Heavy Music Awards 2022 Finalists Announced. Heavy Music Awards (амер.). Процитовано 15 травня 2024.
69. ↑  Heavy Music Awards 2023 Winners Announced. Heavy Music Awards (амер.). Процитовано 15 травня 2024.